# Daimler Conquest
Der Daimler Conquest ist ein Fahrzeug des britischen Automobilherstellers Daimler Motor Company, das von 1953 bis 1958 in verschiedenen Versionen gebaut wurde. Der in der oberen Mittelklasse positionierte Conquest war Daimlers Einstiegsmodell. Die allermeisten Exemplare des Conquest waren viertürige Limousinen, die vom Lanchester Leda abgeleitet waren; in geringen Stückzahlen gab es zeitweise auch Cabriolets und Roadster. Eine weiterentwickelte Variante war der Conquest Century, der zeitweise auch als Daimler Century vermarktet wurde. Die Limousinen der Conquest-Reihe waren die mit Abstand erfolgreichsten Modelle Daimlers in den 1950er-Jahren.

## Entwicklungsgeschichte

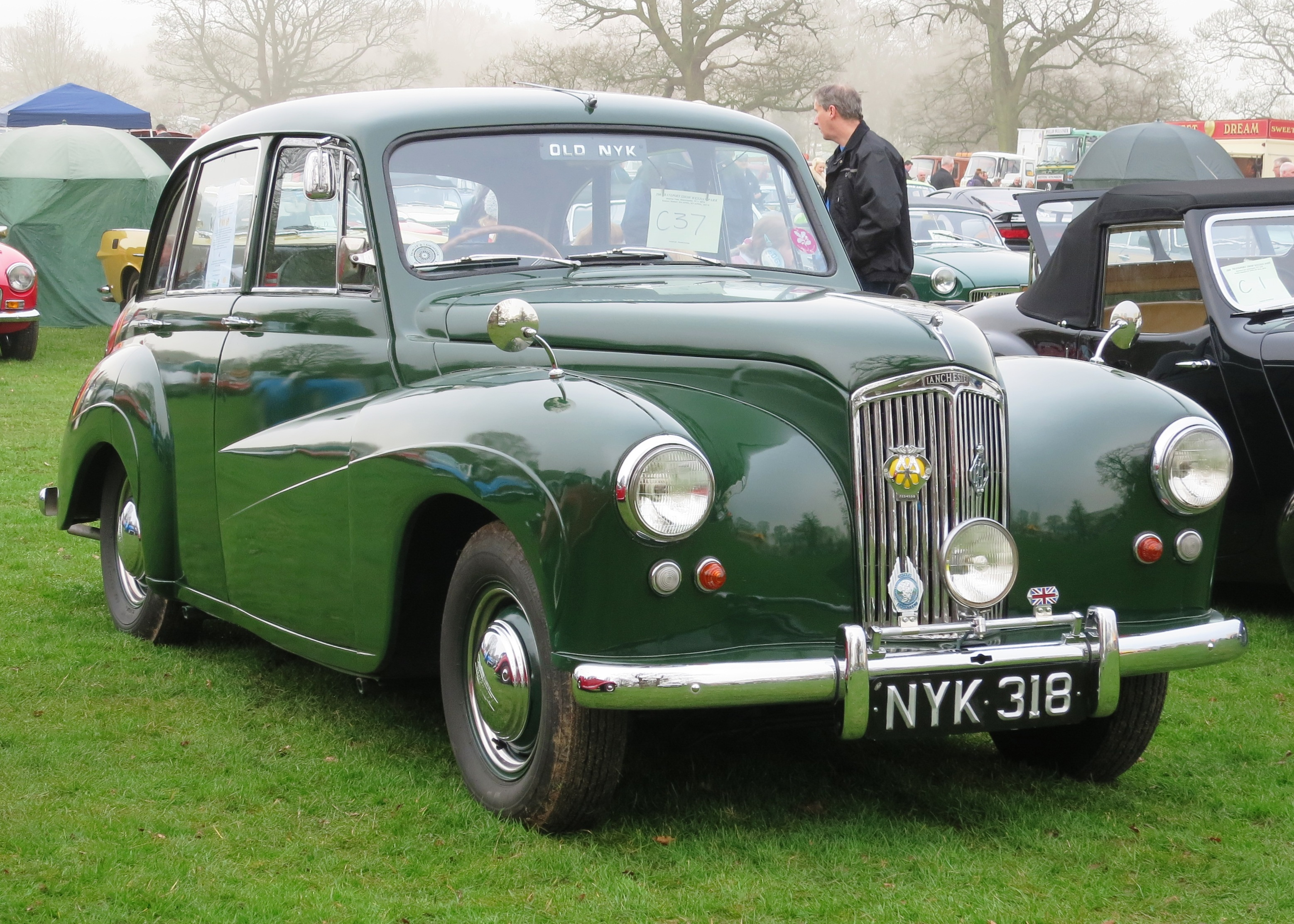
Ausgangsmodell: Lanchester 14/Leda (1950–1953)

Die 1896 gegründete Daimler Motor Company war in der ersten Hälfte des 20. Jahrhunderts einer der exklusivsten britischen Automobilhersteller. Das seit 1910 zur Birmingham Small Arms Company (BSA) gehörende Unternehmen lieferte regelmäßig Fahrzeuge für das britische Königshaus. Die Stellung des Unternehmens änderte sich nach dem Ende des Zweiten Weltkriegs, als der Konkurrent Vanden Plas nach und nach die Marktführung im Bereich der großen Limousinen übernahm. Daimler versuchte daraufhin, parallel zu den weiterhin produzierten Repräsentationsfahrzeugen mit dem kleineren Modellen preisgünstigere Marktsegmente zu bedienen. Einstiegsmodell Daimlers war in der unmittelbaren Nachkriegszeit der DB18 bzw. die weiterentwickelte Version Consort, die kleine Sechszylindermotoren hatten und seit 1945 produziert wurden. Daimlers Schwestermarke Lanchester bot im gleichen Segment – allerdings mit einem Vierzylindermotor ausgestattet – seit 1950 die Limousine 14 sowie eine davon abgeleitete Version mit Ganzstahlkarosserie an, die als Leda verkauft wurde. Lanchester 14 und Leda hatten technisch und stilistisch keine Verwandtschaft zum Conquest.
Ende 1952 stellte Daimler zunächst die Produktion des inzwischen veralteten Consort ein, zu Beginn des Jahres 1953 dann auch die des Lanchester Leda. Der viertürige Leda wurde daraufhin innerhalb von vier Monaten zum Daimler Conquest weiterentwickelt, der im Mai 1953 in den Verkauf kam und sowohl den bisherigen Consort als auch den Leda ersetzte. Der Daimler Conquest war im Grunde ein Lanchester Leda mit einer Daimler-Kühlermaske und einem neu konstruierten Sechszylindermotor. Als Einstiegsmodell war der Conquest unterhalb der Regency-Reihe und der Repräsentationslimousine Regina bzw. DK400 positioniert. Schrittweise brachte Daimler weitere Karosserieversionen auf den Markt, die allesamt werksseitig angeboten wurden. Anders als bei den größeren Daimler-Modellen, gab es für den Conquest nur sehr wenige individuellen Aufbauten.
Die Produktion des Conquest endete 1958. Die Bemühungen, einen Nachfolger zu entwickeln, fielen in die Zeit, in der der Sportwagenhersteller Jaguar die Übernahme Daimlers vorbereitete. Sie gestalteten sich schwierig und kamen letztlich zu keinem unmittelbaren Ergebnis. Allerdings kann der auf Jaguar-Technik beruhende Daimler 250 V8 als mittelbarer Nachfolger des Conquest angesehen werden.

## Modellbezeichnung
Die Modellbezeichnung Conquest (deutsch: Eroberung) bezieht sich auf die Eroberung Englands im Jahr 1066 durch Wilhelm den Eroberer. Die Verbindung ergab sich über den Kaufpreis, der bei Markteinführung 1.066 £ vor Steuern betrug.
Eine leistungsgesteigerte Version wurde als Conquest Century verkauft; der Namenszusatz Century (im Sinne von Zenturie oder Hundertschaft) bezog sich auf die Motorleistung von 100 bhp. In späten Werbeprospekten entfiel schließlich der Begriff Conquest, sodass diese Version zuletzt nur noch als Daimler Century bezeichnet wurde.

## Technik

### Chassis und Fahrwerk
Rahmen und Fahrwerk des Daimler Conquest entsprechen nahezu vollständig der beim Lanchester Leda verwendeten Konstruktion. Grundlage ist ein Leiterrahmen mit einer kreuzförmigen Verstrebung. Vorn ist eine Doppelquerlenkerachse mit Drehstabfedern eingebaut, hinten eine Starrachse mit Blattfedern. Vorn und hinten werden Teleskopstoßdämpfer von Girling verwendet. An allen vier Rädern befinden sich Trommelbremsen.

### Motor und Kraftübertragung
Für den Conquest entwickelte Daimler einen neuen Sechszylinderreihenmotor aus Grauguss. Er ist eine vergrößerte Version des im Lanchester Leda verwendeten, 2,0 Liter großen Reihenvierzylinders. Im Daimler Conquest hat der Motor einen Hubraum von 2433 cm³ (Bohrung × Hub: 76,2 × 88,9 mm). In der ursprünglichen Version ist der Motor mit einem Zenith-Vergaser ausgestattet, und das Verdichtungsverhältnis beträgt 6,1:1. Die Höchstleistung dieser Variante liegt bei 75 bhp (56 kW; 76 PS).
Ab 1954 war eine leistungsgesteigerte Version erhältlich, die einen Zylinderkopf aus Aluminiumguss, eine auf 7,1:1 erhöhte Verdichtung und zwei SU-Vergaser hat. In dieser Form erreicht der Motor eine Leistung von 100 bhp (75 kW; 101 PS).
Die Kraftübertragung übernimmt serienmäßig ein Vorwählgetriebe („Fluid Flywheel“) mit vier Vorwärtsgängen. Der stärkere Motor war ab 1956 alternativ und ab September 1957 ausschließlich mit einer Getriebeautomatik von BorgWarner erhältlich.

## Versionen

### Daimler ConquestSaloon

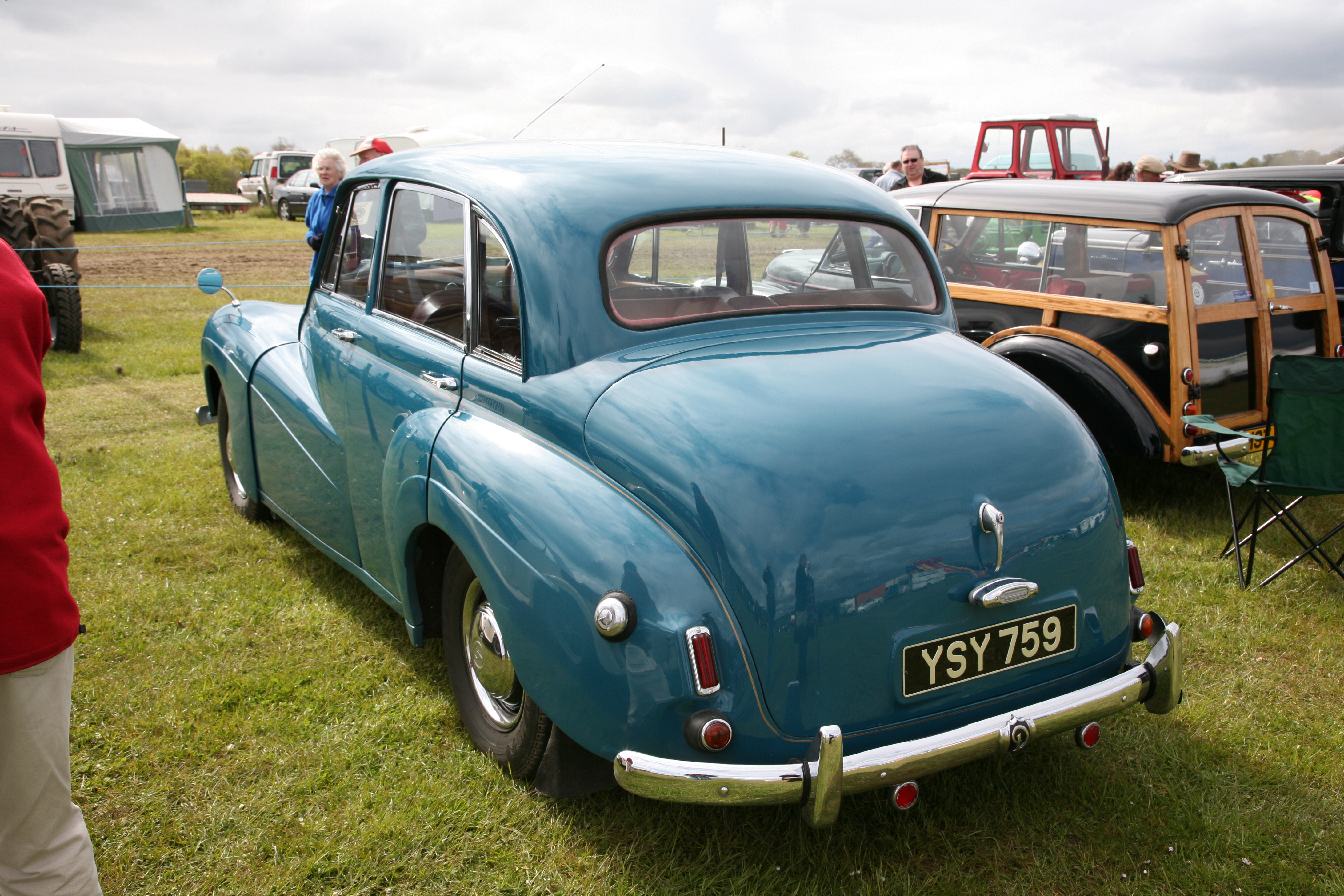
Daimler Conquest (DJ250)

Die erste Variante des Conquest ist der viertürige Saloon, der die werksinterne Bezeichnung DJ250 (Rechtslenker) bzw. DJ251 (Linkslenker) trägt. Von ihm wurden von 1953 bis 1956 insgesamt 4568 Fahrzeuge produziert. Seine aus gepressten Stahlblechen gefertigte Karosserie wurde, wie schon die des Leda, bei dem Karosseriebauunternehmen Fisher & Ludlow in Birmingham hergestellt, das zu dieser Zeit bereits zur British Motor Corporation (BMC) gehörte.
Stilistisch und technisch entspricht die Karosserie nahezu vollständig der des viertürigen Leda. Ein äußeres Alleinstellungsmerkmal dieser Conquest-Variante sind die in die Frontmaske eingelassenen Nebelscheinwerfer von Lucas, die nur während der Fahrt aktiviert werden durften, weil sie starke Hitze entwickelten, die im Stand ohne Kühlung durch den Fahrtwind zu Blasenbildung in der Streuscheiben führte. Der Innenraum ist hochwertiger ausgestattet als der des Leda: Die Sitze sind mit Echtleder bezogen, der Armaturenträger besteht aus Walnussholz.
Im Conquest Saloon kommt der 2,4-Liter-Motor in seiner 75 bhp starken Basisausführung zum Einsatz. Mit ihm erreicht das Auto eine Höchstgeschwindigkeit von 70 mph (112 km/h).

### Daimler Conquest Century/Daimler Century

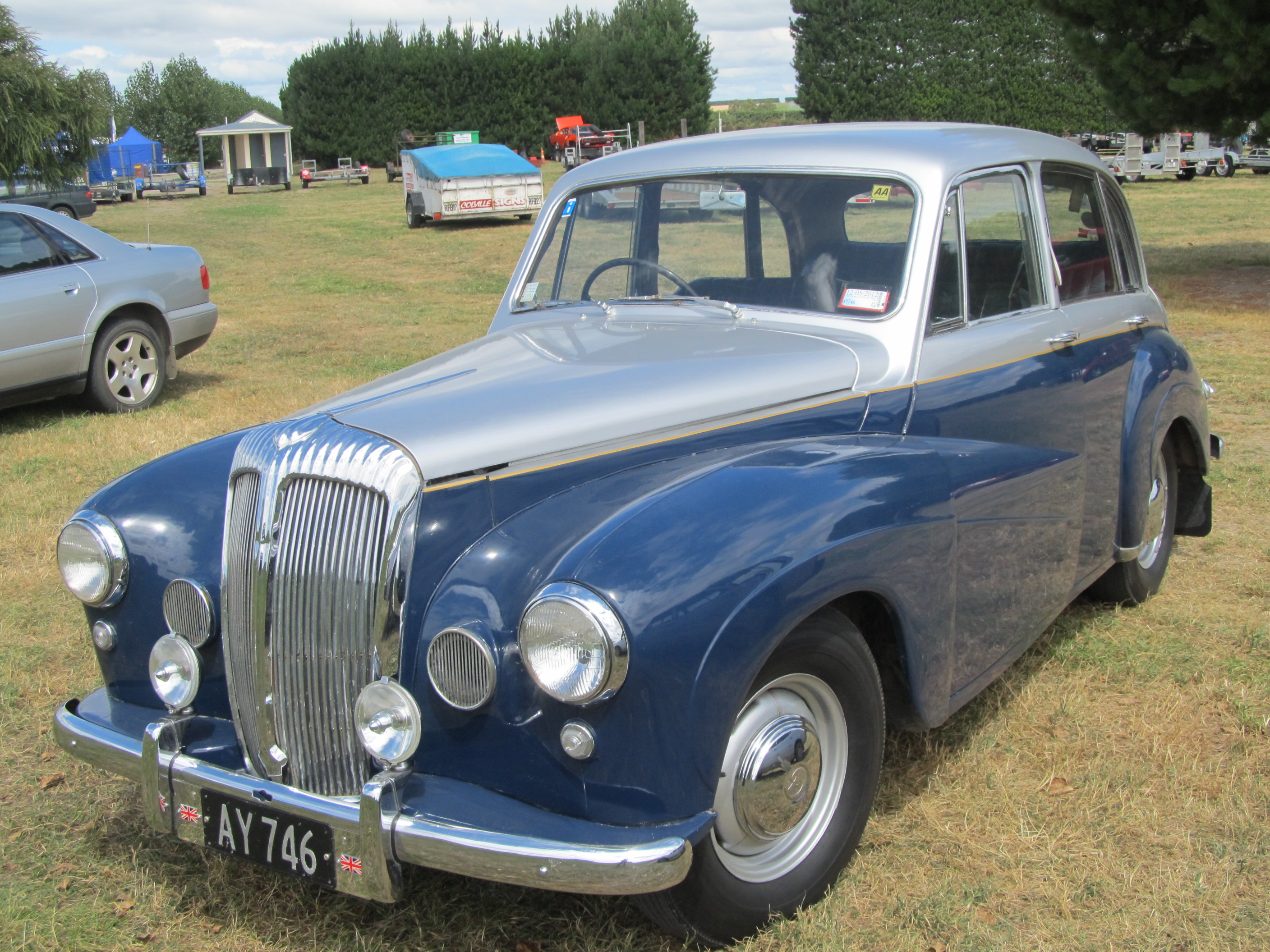
Überarbeitete Frontpartie: Daimler Conquest Century

1954 erschien die viertürige Limousine Conquest Century. Bis 1956 wurde sie neben dem regulären Conquest Saloon angeboten, danach war sie die einzige Limousine der Conquest-Reihe.
Vom regulären Conquest unterscheidet sie sich durch den leistungsstärkeren Doppelvergaserversion des Sechszylindermotors mit 100 bhp (75 kW; 101 PS), der eine Höchstgeschwindigkeit von 90 mph (145 km/h) ermöglicht. Anfänglich wurde weiterhin Daimlers „Fluid-Flywheel“-Vorwählgetriebe eingebaut (DJ256 für die Rechts- und DJ257 für die Linkslenker); ab 1956 kam wahlweise die BorgWarner-Automatik zum Einsatz (DJ260 und DJ261). Äußerlich entspricht der Conquest Century nahezu vollständig dem regulären Conquest Saloon; die Karosserie baute weiterhin Fisher & Ludlow. Ein wesentliches Unterscheidungsmerkmal ist allerdings die Frontmaske, in die nun keine Nebelscheinwerfer mehr eingelassen sind. Die hierfür vorgesehenen Aussparungen sind vergittert und dienen als Kühllufteinlässe. Die Nebelscheinwerfer sind nun frei stehend auf der Stoßstange montiert. Anders gestaltet sind außerdem Rahmen der Fenster und die Instrumente im Armaturenbrett.
Der Conquest Century war das erfolgreichste Einzelmodell der Conquest-Reihe. Von ihm stellte Daimler bis Ende 1958 insgesamt 4818 Fahrzeuge her. Nur wenige von ihnen hatten das Automatikgetriebe.

### Daimler ConquestDrophead Coupé

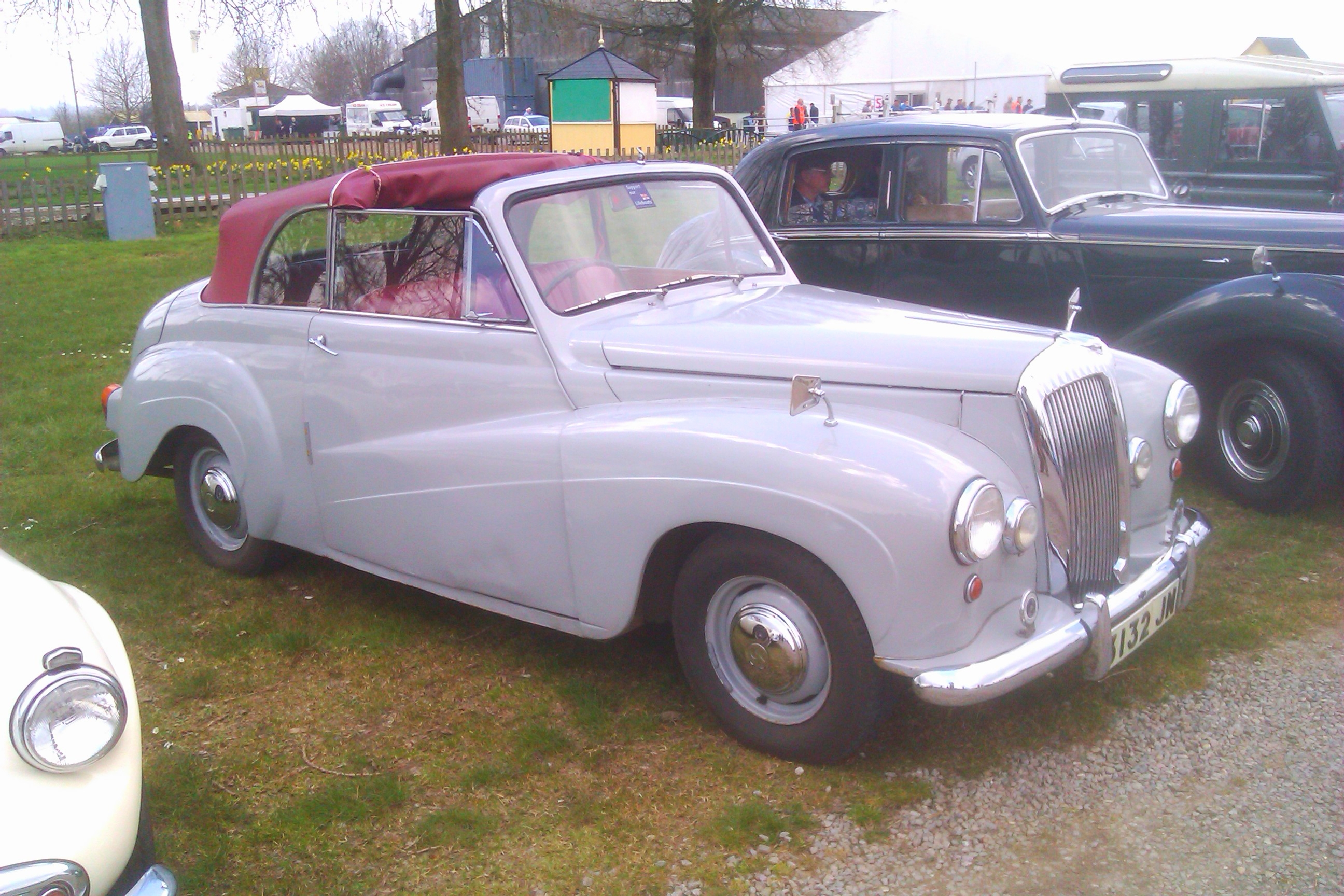
Daimler Conquest Drophead Coupé

1954 führte Daimler eine zweitürige Cabrioletversion des Conquest ein. Das Auto hatte Carbodies in Coventry konstruiert, und zwar bereits 1951 für den Lanchester 14/Leda. Eine Serienproduktion war seinerzeit nicht zustande gekommen. Das Conquest Drophead Coupé ist serienmäßig mit der 100 bhp starken Doppelvergaserversion des 2,4-Liter-Sechszylinders ausgestattet. 
Die Blechteile der Karosserie entsprechen weitgehend denen des Saloon. Die Verdeckkonstruktion war ein Carbodies-Patent. Es ist mehrteilig aufgebaut. Über den vorderen Sitzen befindet sich eine Stoffabdeckung, die isoliert zusammengerollt werden kann. Das hintere Verdeckteil kann elektropneumatisch auf- und zusammengeklappt werden. Es kann allein stehen, ohne dass eine Verbindung zur Windschutzscheibe besteht. Damit sind drei Dachvarianten möglich: vollständig geschlossen, vollständig offen halboffen und als Coupe de Ville mit einem aufgerichteten hinteren Verdeckteil und zurückgerollter Abdeckung über den Sitzen. Eine vergleichbare Konstruktion verwendete Carbodies auch bei anderen Cabriolets, die für Austin, Ford oder Rootes gebaut wurden.
Das Conquest Drophead Coupé verkaufte sich schlecht. Bis 1956 entstanden lediglich 234 Autos. Danach wurde das New Drophead Coupé abgelöst, das eine Weiterentwicklung des Conquest Roadster ist.

### Daimler Conquest Roadster und New Dophead Coupé

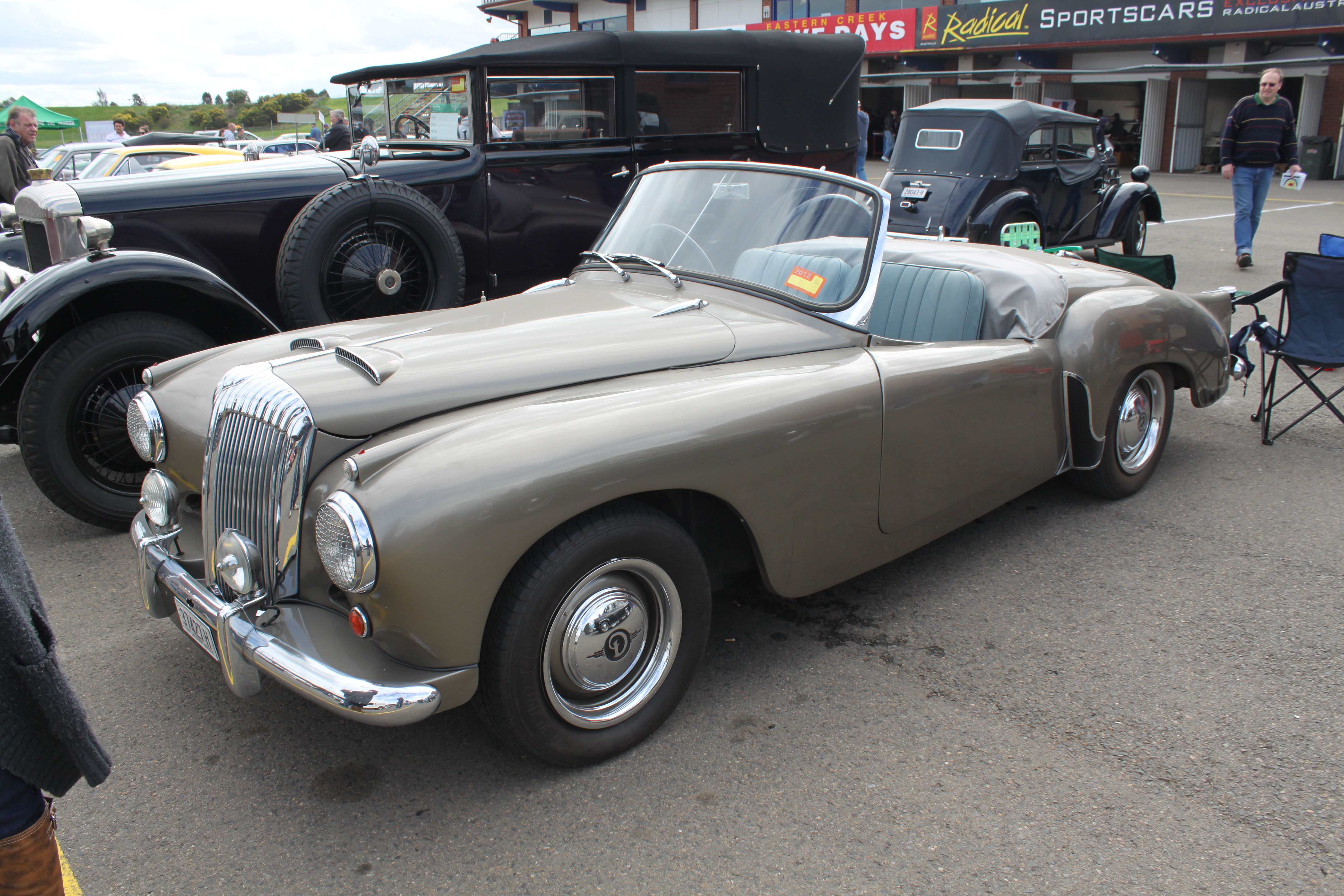
Conquest Roadster

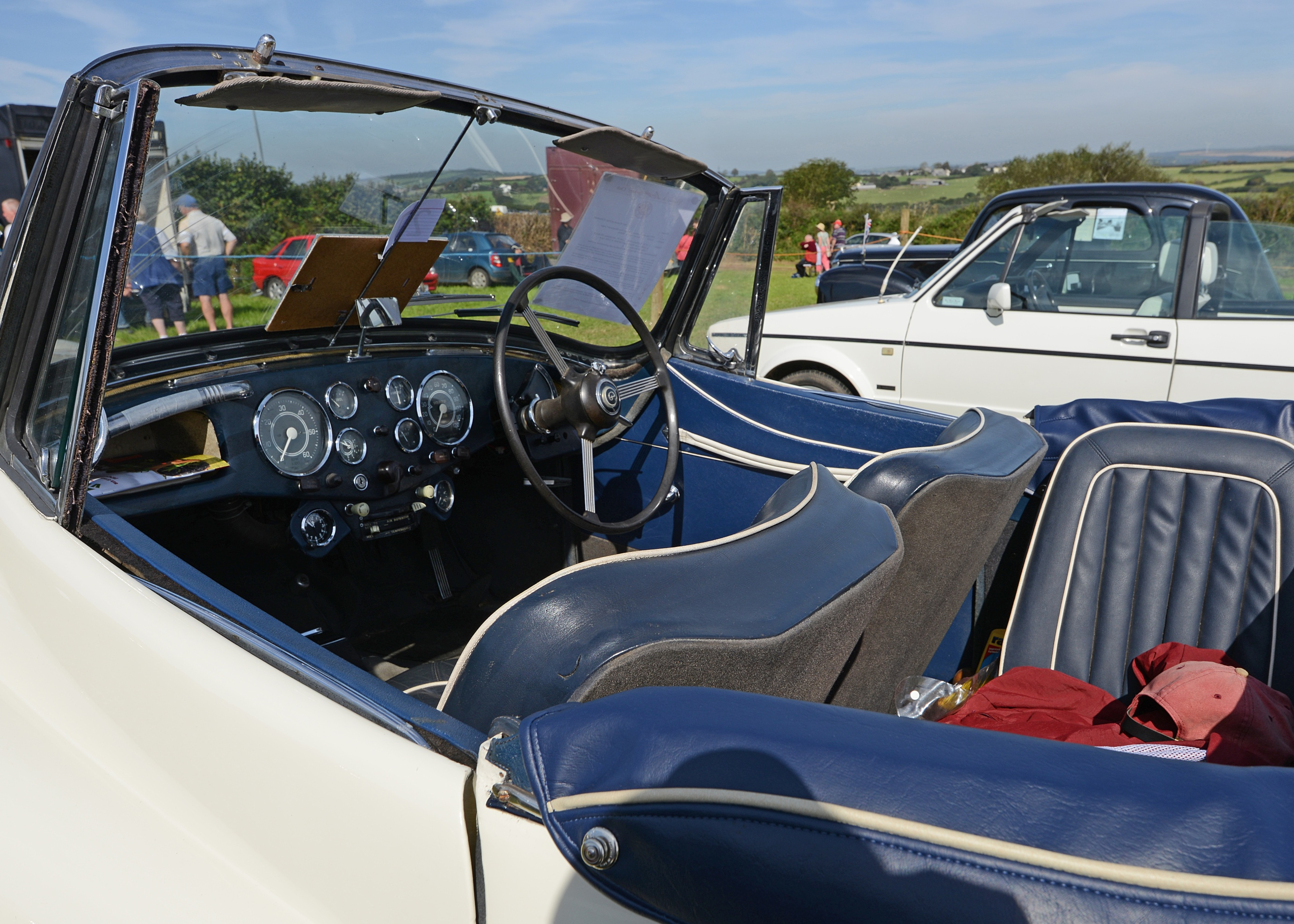
Dreisitzer: Conquest New Drophead Coupé

Das dritte Mitglied der Conquest-Familie ist ein offener Sportwagen, der auf der Earls Court Motor Show 1953 öffentlich vorgestellt wurde. Er war in der Geschichte Daimlers der erste offene Zweisitzer mit sportlichen Ambitionen. Auslöser für seine Entwicklung war das Bemühen, ein attraktives Auto ins Modellprogramm aufzunehmen, das in größerem Umfang in die USA exportiert werden konnte. Potentielle Konkurrenten waren die Sportwagen Jaguar XK 120, MG T-Type und Triumph TR2, die bereits auf dem nordamerikanischen Markt erfolgreich waren.
Der Sportwagen nutzt die Technik des Conquest Century, hat aber eine eigenständige Karosserie. Ein eigenwilliges Designmerkmal sind die aufgesetzten Heckflossen, die drei runde Rückleuchten aufnehmen und in ähnlicher Form auch bei zeitgenössischen Daimler-Limousinen zu finden sind. Der Aufbau wurde „schnell und nachlässig“ von Carbodies konstruiert; dort entstanden auch die Serienkarosserien. Serienmäßig kommt der 100 bhp starke Doppelvergasermotor zum Einsatz.

#### Conquest Roadster
In der ersten, von 1953 bis 1955 verkauften Version trug der Sportwagen die Bezeichnung Conquest Roadster. In dieser Form war ein reiner Zweisitzer mit einer für Daimler untypischen spartanischen Ausstattung. Gemessen daran, war er sehr teuer. Der Verkaufspreis lag bei Markteinführung bei 1.700 £. Das entsprach dem Preisniveau eines Jaguar XK 140, dem der Daimler „in keiner Weise gleichwertig“ war. Der hohe Preis war zu einem wesentlichen Teil auf die hohen Kosten der Karosseriefertigung zurückzuführen, die aufwendig war, weil die Handwerker einige Konstruktionsmängel auszugleichen hatten. In dieser Ausführung entstanden einschließlich zweier Prototypen insgesamt 52 Fahrzeuge; die meisten von ihnen wurden im Laufe des Jahres 1954 gebaut.

#### New Drophead Coupé
Nach der Produktionseinstellung des Roadster Anfang 1955 überarbeitete Daimler die Konstruktion. Das weiterentwickelte Auto debütierte 1956 und löste das Drophead Coupé ab, dessen Fertigung kurz vorher zum Ende gekommen war. Es erhielt die verwirrende Bezeichnung New Drophead Coupé, obwohl es mit dem bisherigen Drophead Coupé keine äußerlichen Gemeinsamkeiten hatte. Das New Drophead Coupé übernahm vielmehr die Karosserie, das Fahrwerk und die Antriebstechnik vom Roadster. Neu war ein dritter Sitz, der quer zur Fahrtrichtung hinter den Vordersitzen positioniert ist. Außerdem wurde die Ausstattung verbessert. Anders als der Roadster hat das New Drophead Coupé Kurbelfenster, verschließbare Türen und eine Heizung. Der Preis für den Wagen stieg auf 2.000 £. Bis Ende 1957 wurden 67 Fahrzeuge dieser Version gebaut. Der Abverkauf dauerte bis 1958. Dann trat der SP250 an seine Stelle.

#### Fixed Head Coupé
1956 entwickelte Carbodies eine geschlossene Version des Drophead Coupé mit aufgesetztem Hardtop. In zahlreichen Werbeanzeigen kündigte Daimler die Aufnahme der Serienproduktion an, entschied sich letztlich aber dagegen. Je nach Quelle wurde nur einer oder drei Prototypen gebaut.

## Besondere Versionen

### Hooper Empress und Lanchester Dauphin
Bei den höherpreisigen Modellreihen Regency und DK400 bot Daimler neben den Standardkarosserien auch jeweils eine besondere, Empress genannte Aufbauten von Hooper an, die im Stil der sogenannten Empress Line gestaltet waren. Für den kleinen Conquest gab es diese Möglichkeit nicht regulär, weil der vergleichsweise kurze Radstand nicht mit der Empress Line harmonierte. Lediglich versuchsweise wurde 1954 „eine Handvoll“ – wahrscheinlich vier – Conquest-Chassis mit Karosserien im Empress-Stil ausgestattet, die ausnahmslos zweitürig waren. Zwei dieser Fahrzeuge erhielten eine Lanchester-Kühlermaske und wurden unter der Bezeichnung Lanchester Dauphin ausgestellt. Zwar nahm Daimler den Dauphin in die Werksprospekte auf. Eine Produktion kam jedoch nicht zustande; mehr als die beiden Prototypen wurden nicht gebaut. Als Grund für die fehlende Marktakzeptanz wird allgemein der hohe Preis des Dauphin genannt, der mit 3.000 £ mehr als doppelt so hoch wie der des Standard-Conquest war.

### Kombis
Außerdem entstanden 10 Kombiwagen auf der Basis des Conquest Saloon. Sechs von ihnen wurden von dem neu gegründeten Nachrichtensender Independent Television News (ITN) als Kamerafahrzeuge verwendet.

## Preise
Nach einer Preissenkung im Jahr 1956 wurden die folgenden Preise gefordert:
- Conquest (Grundmodell) 862 £
- Conquest Century 996 £
- Conquest Century Drophead Coupé 1262 £

1956 entsprach ein Britisches Pfund etwa 11,70 Deutsche Mark.

## Nachfolgeprojekte und Nachfolger
1958 wurde diese Reihe zunächst ohne Nachfolger aufgegeben. Mehrere Versuche, Nachfolger zu entwickeln, scheiterten.

### Lanchester Sprite
Zunächst hatte es Bemühungen gegeben, einen Conquest-Nachfolger unter Daimlers Tochtermarke Lanchester mit der Modellbezeichnung Sprite zur Serienreife zu bringen; sie waren jedoch bereits 1957 nach der Produktion von nur 13 Fahrzeugen aufgegeben worden. Werksseitig wurde hier auf Kostengründe verwiesen. Einige Quellen führen das Scheitern des Sprite aber auch auf unternehmenspolitische Gründe zurück: Die Entscheidung, die Entwicklung des Sprite zu beenden, fiel zeitlich zusammen mit dem Ausscheiden von Sir Bernard und Lady Nora Docker aus dem BSA-Management. Weil das Ansehen der Dockers insbesondere durch das extrovertierte Verhalten Nora Dockers bei BSA kritisch gesehen wurde und nach verbreiteter Auffassung auch der Reputation Daimlers geschadet hatte, war die Unternehmensleitung bemüht, 1957 eine möglichst klare Trennung von den Dockers vorzunehmen. Einige Quellen vermuten daher, dass die Einstellung des Lanchester Sprite tatsächlich vor diesem Hintergrund zu sehen ist, denn Sprite war eines der bevorzugten Projekte Bernard Dockers gewesen.

### Daimler DN250
1958 gab es sodann Überlegungen, Großserienkarosserien des Vauxhall Cresta zu übernehmen und sie mit Daimlers neu entwickelten 2,5-Liter-Achtzylindermotoren auszustatten. Diese intern als Daimler DN250 bezeichnete Limousine sollte als Einsteigermodell dienen; zudem sah Daimler gute Möglichkeiten, das Auto in großen Stückzahlen in die USA zu exportieren. Der wurden allerdings im Vorfeld der Übernahme Daimlers durch den Sportwagenhersteller Jaguar aufgegeben; es entstand lediglich ein Prototyp.

### Daimler 2½ Litre V8

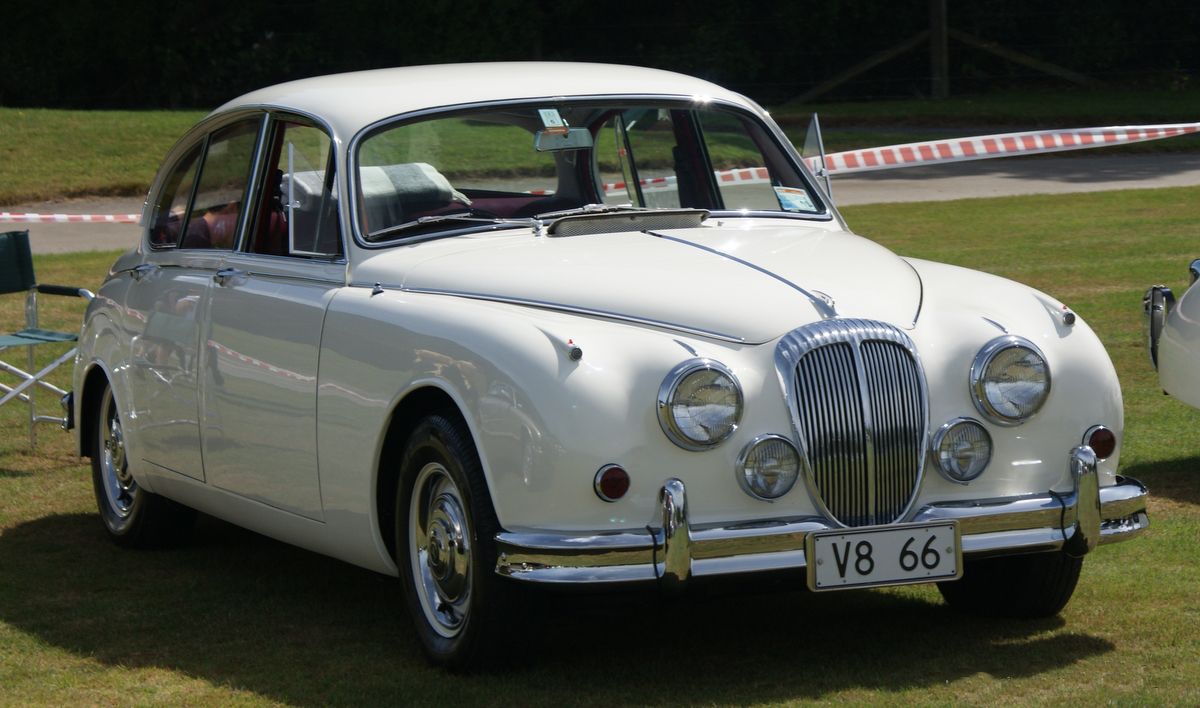
Daimler 2½ Lite V8

Einen mittelbaren Nachfolger des Conquest, der in einer vergleichbaren Klasse angesiedelt und ähnlich motorisiert war, gab es erst nach der Übernahme Daimlers durch Jaguar. Ab 1962 baute Jaguar den kleinen V8-Motor Daimlers in die Karosserie des Jaguar Mark 2 ein. Diese Version hieß Daimler 2½ Litre V8 (ab 1967: Daimler 250 V8). Sie wurde bis 1968 parallel zum Mark II angeboten und galt als dessen teurere und exklusivere Alternative.